# Pęcław (Mazovie)
Pour les articles homonymes, voir Pęcław.
Pęcław (prononciation : [ˈpɛnt͡swaf]) est un village polonais de la gmina de Góra Kalwaria dans le powiat de Piaseczno de la voïvodie de Mazovie dans le centre-est de la Pologne.
Il se situe à environ 5 kilomètres au sud de Góra Kalwaria (siège de la gmina), 20 kilomètres au sud-est de Piaseczno (siège du powiat) et à 35 kilomètres au sud-est de Varsovie (capitale de la Pologne).

## Histoire
De 1975 à 1998, le village appartenait administrativement à la voïvodie de Varsovie.